# سولومون لوب
سولومون لوب (بالإنجليزية: Solomon Loeb)‏ هو مصرفي أمريكي، ولد في 29 يونيو 1828 في فورمس في ألمانيا، وتوفي في 12 ديسمبر 1903 في نيويورك في الولايات المتحدة.

## وصلات خارجية
- سولومون لوب على موقع إن إن دي بي (الإنجليزية)